# Богдан Анджеєвський
Богдан Анджеєвський (15 січня 1942 , Кельці ) — польський фехтувальник на шпагах, бронзовий призер Олімпійських ігор 1968 року, чемпіон світу.

## Виступи на Олімпіадах
| Олімпіада   | Дисципліна          | Місце |
| ----------- | ------------------- | ----- |
| Токіо 1964  | командна шпага      | 5     |
| Мехіко 1968 | індивідуальна шпага | 17    |
| Мехіко 1968 | командна шпага      | 3     |
| Мюнхен 1972 | командна шпага      | 6     |